# 482 (číslo)
Čtyři sta osmdesát dva je přirozené číslo. Následuje po čísle čtyři sta osmdesát jedna a předchází číslu čtyři sta osmdesát tři. Římskými číslicemi se zapisuje CDLXXXII a řeckými číslicemi υπβ.

## Matematika
482 je:
- Deficientní číslo
- Poloprvočíslo
- Nešťastné číslo

## Astronomie
- (482) Petrina je planetka hlavního pásu, kterou objevil v roce 1902 Max Wolf

## Roky
- 482
- 482 př. n. l.